# Shake It Off (Mariah Carey-dal)
A Shake It Off Mariah Carey amerikai popénekesnő harmadik kislemeze, tizennegyedik, The Emancipation of Mimi című albumáról.

## Háttere
Az Island Records vezetője, L.A. Reid eredetileg a Say Somethin’ című dalt szánta az album harmadik kislemezének – Paul Huntert már felkérték a klip rendezésére, és a Say Somethin’ rappere, Snoop Dogg is beszélt a dal megjelentetéséről az MTV.com-on –, Carey azonban azt kérte, hogy a Shake It Off legyen az új kislemez. Ezután a kiadó úgy döntött, dupla A-oldalas kislemezként jelenteti meg a Shake It Off/Say Somethin’-ot, végül azonban utóbbi dal megjelentetését elhalasztották, és a Shake It Off önálló kislemezként jelent meg az USA-ban, míg az Egyesült Királyságban a Get Your Numberrel együtt jelent meg dupla A-oldalas kislemezként (a Get Your Number Európa többi részén önálló kislemezként is megjelent).
Több kritikus kedvezően nyilatkozott a dalról, a Stylus magazin újságírója, Todd Burns érzékinek nevezte, Edwin Soto pedig R. Kelly dalaihoz hasonlította. Születtek elmarasztaló kritikák is: az About.com-tól Bill Lamb azt írta róla, hogy „alig több kellemes hangzású pop-szösszenetnél… nem valószínű, hogy Mariah Carey emlékezetesebb dalai közé fogják sorolni.”, Sal Cinquemani a Slant magazintól azt írta, hogy „Usher-dal Dupri-módra”, és az album kevésbé jól sikerült dalai közé sorolta.

## Fogadtatása
Az amerikai megjelenést követő első héten a Shake It Off volt az azon a héten a listán szereplő dalok közül a legmagasabb helyen nyitó (a 66. helyen debütált). Nagyrészt a rádiós játszásoknak köszönhetően már a 7. héten felkerült a lista 2. helyére. Az első helytől Carey előző kislemeze, a We Belong Together tartotta vissza, ezzel Mariah lett a lista történetében az első női előadó, aki egyszerre foglalta el a Billboard Hot 100 első két helyét. Azt várták a daltól, hogy a rákövetkező héten listavezető lesz, de Kanye West Gold Digger című számát ezen a héten tették letölthetővé az internetes zenei áruházakból, és bár a rádiók kevesebbet játszották, mint a Shake It Offot, a letöltések számával rekordot döntött, így ez került a lista első helyére, Mariah dala pedig a 2. helyen maradt.
A Gold Digger tíz hetet töltött a lista első helyén, a Shake It Off pedig hat hetet a másodikon, és tizenkilenc hetet a Top 40-ben. A Top 40 Mainstream slágerlistán ez volt Carey 6. listavezető száma (ezzel tartja a rekordot). A Mediabase adatai alapján 2005. szeptember 15-én a Shake It Off túllépte a 200 millió hallgatói impressziót (vagyis potenciálisan ennyien hallgathatták meg). Ez volt a második dal, aminek ez sikerült (a We Belong Together után). A Billboard 2005 év végi összesített „Hot 100” slágerlistáján a Shake It Off a 15. helyre került.
Az Egyesült Államokon kívül kisebb sikert aratott a dal, Új-Zélandon a Top 5-be, Ausztráliában a Top 10-be került, az Egyesült Királyságban és Írországban pedig, ahol a Get Your Numberrel egy kislemezen jelent meg, a Top 10-be, illetve a Top 20-ba került.

## Videóklip
A dal videóklipjét Jake Nava rendezte. A klip elején Carey megtudja, hogy párja hűtlen volt hozzá, ezért telefonon szakít vele. Ezután elhagyja a házat, megáll pár telefonfülkénél, majd egy kocsiban beszél a mobiltelefonjába. Közben jeleneteket mutatnak, melyekben Carey elhagyott barátja nők társaságában látható. Az énekesnőt ezután egy középiskolai futballmeccsen láthatjuk, ahol egy fényes MIMI felirat előtt táncol, majd a tengerparton sétál a víz felé naplementekor, miközben ledobálja ruháit.
A klipben számos utalás van Careyvel kapcsolatos emberekre és dolgokra. A Jack’s Café az énekesnő kutyájára, Jackre, a Jack Russell terrierre utal. A Pink Yet Lavender egy interjúra utal, amit 2005 januárjában adott a Lambs Rádiónak. A The Rarity név a lábizmaira utal (az E! Uncut műsorban hívták így). A So So Fetch Jermaine Dupri lemezcégére, a So So Defre, valamint Carey egyik kedvenc filmjére, a Mean Girlsre utal (2004). A molett lány, aki a telefonnál táncol, hasonlít arra, aki a Fantasy (1995) klipjében táncolt. A klipben megjelenik Carey menedzsmentjének egyik tagja, Mark Sudack, valamint Mariah egyik barátnője, Da Brat. Az a jelenet, ahol Carey a MIMI felirat előtt táncol, hasonlít a 2003-ban a Blender magazinban megjelent fotósorozatára (melyben hasonló pózban látható egy MARIAH felirat előtt) és Elvis Presley 1968 Comeback Specialjére, melyben az énekes egy ELVIS felirat előtt látható. A klip egyes elemei hatással voltak Carey előadására a 2005 augusztusi World Music Awardson.
A klipet 2006-ban jelölték a legjobb R&B klipnek járó MTV Video Music Awardra, amit végül Beyoncé Knowles Check on It című klipje kapott meg.

## Remixek
A dal fő remixét DJ Clue készítette, ahogy korábban a We Belong Together egyik remixét is. Eredetileg Bow Wow és/vagy Da Brat rappeltek volna benne (mindketten korábban is dolgoztak már Carey-vel, Bow Wow az All I Want for Christmas Is You So So Def remixén, Da Brat pedig több dal, köztük például a Honey So So Def remixén). Végül azonban Jay-Z és Young Jeezy közreműködésével készült el a remix, ami 2005. július 9-én kiszivárgott az internetre.
A remixet nagy reklámhadjárat kísérte. Hivatalos megjelenésének napján, 2005. július 20-án Carey hivatalos oldala, a www.mariahcarey.com és számos rajongói honlap „letöltési napot” hirdetett meg. A hivatalos oldalon bejelentették, hogy a remixet megvásárlók közül kisorsolnak egyet, aki együtt vacsorázhat az énekesnővel, több rajongói weboldal, köztük a Mariah Daily és a Mariah Connections ritka CD-ket és promóciós termékeket ajánlottak. A lemezcég teljes oldalas reklámot vásárolt az iTunes Music Store weboldalán. Számos rádióállomás reklámozta a remixet, és Erik Bradley, a chicagói B96 rádióállomás műsorvezetője arra kérte a hallgatókat, vegyék meg a remixet, hogy a Shake It Off legyőzhesse Kanye West Gold Diggerét a slágerlistákon. A remix azonban nem jutott be a Top 10-be az iTunes slágerlistáján, és nem vették meg annyian, mint a Gold Diggert.

### Hivatalos remixek, verziók listája
- Shake It Off (AC Version)
- Shake It Off (Radio Edit)
- Shake It Off (Instrumental)
- Shake It Off (Remix feat. Jay-Z & Young Jeezy – LP)
- Shake It Off (Remix feat. Jay-Z & Young Jeezy – Instrumental)
- Shake It Off (Remix feat. Jay-Z & Young Jeezy – Radio)

## Változatok
| CD kislemez (Európa) 1. Get Your Number 2. Shake It Off CD maxi kislemez (Ausztrália) 1. Shake It Off (Album version) 2. Shake It Off (Instrumental) 3. Secret Love 4. Shake It Off (videóklip) | CD kislemez (Európa) 1. Get Your Number 2. Shake It Off (Remix feat. Jay-Z and Young Jeezy) CD maxi kislemez (Európa) 12" maxi kislemez (Egyesült Királyság) 1. Get Your Number 2. Shake It Off 3. Secret Love |

## Helyezések
| Slágerlista (2005)                             | Legmagasabb helyezés |
| ---------------------------------------------- | -------------------- |
| USA Billboard Hot 100                          | 2                    |
| USA Billboard Hot 100 Airplay                  | 1 (3 hétig)          |
| USA Billboard Adult R&B Airplay                | 6                    |
| USA Billboard Hot Dance Music/Club Play        | 23                   |
| USA Billboard Hot R&B/Hip-Hop Singles & Tracks | 2                    |
| USA Billboard Pop 100                          | 2                    |
| Ausztrál ARIA kislemezlista                    | 6                    |
| Brazil kislemezlista                           | 14                   |
| Brit kislemezlista1                            | 9                    |
| Ciprusi kislemezlista                          | 1                    |
| Ír kislemezlista1                              | 15                   |
| Kanadai BDS rádiós slágerlista                 | 14                   |
| Kanadai BDS rádiós slágerlista                 | 14                   |
| Új-zélandi RIANZ kislemezlista                 | 5                    |
| Nemzetközi egyesített slágerlista              | 14                   |

- 1 Shake It Off/Get Your Number